# Ikusaka
Ikusaka (jap. 生坂村 Ikusaka-mura) – wieś w Japonii, na wyspie Honsiu, w prefekturze Nagano. Według danych na rok 2020 miejscowość zamieszkiwało 1 639 mieszkańców , a gęstość zaludnienia wyniosła 42 os./km².